# Rhinaulax
Rhinaulax is een geslacht van halfvleugeligen uit de familie schuimcicaden (Cercopidae). De wetenschappelijke naam van dit geslacht is voor het eerst geldig gepubliceerd in 1843 door Amyot & Serville.

## Soorten
Het geslacht Rhinaulax omvat de volgende soorten:
- Rhinaulax analis (Fabricius, 1794)
- Rhinaulax limbata Signoret, 1860
- Rhinaulax sericans Stål, 1856